# Exiliboa placata
Genre
Espèce
Statut de conservation UICN

 VU B1ab(iii) : Vulnérable
Statut CITES
Exiliboa placata, unique représentant du genre Exiliboa, est une espèce de serpents de la famille des Boidae.

## Répartition
Cette espèce est endémique d'Oaxaca au Mexique. Elle se rencontre dans la Sierra Juárez et la Sierra Mixe, entre 800 et 2 300 m d'altitude.

## Description
Ce serpent mesure 41 cm de long.

## Publication originale
- Bogert, 1968 : A new genus and species of dwarf boa from southern Mexico. American Museum Novitates, n. 2354, p. 1-38 (texte intégral).